# Travis Williams
Travis Williams, né le 27 mai 1969, à Columbia, au Caroline du Sud, est un ancien joueur américain de basket-ball. Il évolue au poste d'ailier. 

## Palmarès
- Champion des Amériques 1997
- Finaliste des Jeux panaméricains 1999
- Champion USBL 1995
- All-USBL First Team 1995
- All-CBA First Team 1997